# Preußisches Obertribunal
Das Preußische Obertribunal war ein oberster Gerichtshof in Berlin für Preußen von 1782 bis 1879 und unterstand direkt dem Justizministerium. Eine heute noch bekannte Entscheidung des Obertribunals ist der Rose-Rosahl-Fall aus dem Jahr 1858.

## Geschichte

### Geheimes Obertribunal
Das „Geheime Obertribunal“ wurde am 30. November 1782 geschaffen. Es löste das Oberappellationsgericht in Berlin (1703–1748) ab, das infolge des preußischen Privilegium de non appellando entstand. Das Obertribunal war für ganz Preußen zuständig. Infolge der Expansion des preußischen Staatsgebiets im 19. Jahrhundert wurde die örtliche Zuständigkeit wieder eingeschränkt und die neu erworbenen Gebiete hatten eigene Revisionsinstanzen. In Preußen gab es nach 1819 drei unterschiedliche Rechtskreise: preußisches, gemeines und französisches Recht. Diese Zersplitterung hatte zur Folge, dass vier oberste Gerichtshöfe tätig waren. So kamen mit dem Wiener Kongress 1815 Gebiete hinzu, die die Cinq codes aus der napoleonischen Besatzungszeit hatten. Für diese Gebiete mit französischem Recht, die in etwa die Rheinprovinz umfassten, war seit 1819 der Rheinische Revisions- und Kassationshof zuständig. In Neuvorpommern entschied seit 1815 das Oberappellationsgericht in Greifswald als Revisionsgericht nach Gemeinem Recht, das vorher in Schwedisch-Pommern galt. Die Provinz Posen hatte seit 1817 eine eigene Revisionsinstanz im 2. Senat des Oberappellationsgerichts in Posen. Der Revisionshof zu Berlin war für das gemeinrechtliche Gebiet des rechtsrheinischen Teils des Regierungsbezirks Koblenz zuständig. Das Kammergericht und das Oberlandesgericht Frankfurt (Oder) waren von 1803 bis 1826 die letzte Instanz. Das Kammergericht blieb nach 1834 letztinstanzlich, wenn es in seiner Eigenschaft als Geheimer Justizrat entschied. Die Revision in politischen Strafprozessen gegen die Demokraten war ab dem Vormärz dem Geheimen Justizrat beim Kammergericht zugeordnet. 1833 konnten Revisionen an Oberlandesgerichte nicht mehr delegiert werden. 1834 wurde der Revisionssenat in Posen aufgelöst. Seit 1843 waren drei Mitglieder des Oberzensurgerichts zugleich Mitglieder des Obertribunals. Die Präsidenten des Obertribunals waren bis 1857 unmittelbar dem König verantwortlich und dem Justizministerium unterstellt.

### Obertribunal
Nach der Märzrevolution 1848 forderte die preußische Nationalversammlung in Art. 88 der Charte Waldeck die Vereinigung der obersten Gerichtshöfe. Motiv war „das erstrebenswerthe Ziel einer Einheit in den Formen der Rechtspflege.“
Gegen den Widerstand rheinischer Juristen wurde in den oktroyierten Verfassungen 1848/1850 die Bestimmung im Art. 91 bzw. 92 aufrechterhalten. Bereits mit der Verordnung vom Januar 1849 ersetzte das Obertribunal das Oberappellationsgericht Greifswald als Revisionsinstanz. Die preußische Verfassung von 1850 hatte für die Gerichtsorganisation weitreichende Folgen. Nunmehr wurde mit dem Gesetz vom März 1852 für Gesamtpreußen nur noch ein Oberstes Gericht errichtet, das Ober-Tribunal. Als Mittelinstanz wurden dem Obertribunal die Oberlandesgerichte unter der Bezeichnung Appellationsgerichte angefügt. Am 1. Januar 1853 wurde das Geheime Obertribunal in Obertribunal umbenannt, um dem neuen Prinzip der Öffentlichkeit der Gerichtsverhandlungen Rechnung zu tragen. Durch die Einverleibung der süddeutschen Hohenzollernschen Lande 1850 erweiterte sich 1851 die Zuständigkeit des Obertribunals. Im Jahre 1852 kam eine eigenständige Generalstaatsanwaltschaft mit einem Generalstaatsanwalt und drei Oberstaatsanwälten hinzu. Eine bekannte Entscheidung des Obertribunals, die auch heute noch relevant ist, betrifft den sogenannten Rose-Rosahl-Fall aus dem Jahre 1858.
Im Jahre 1867 wurde wieder ein zweiter oberster Gerichtshof geschaffen. Durch die Annexionen 1866 wurde das Obertribunal für Revisionen aus der Stadt Frankfurt am Main zuständig. Für die neuen preußischen Provinzen Schleswig-Holstein, Hannover, Hessen-Nassau und das Herzogtum Lauenburg und auch für die Fürstentümer Waldeck und Pyrmont wurde 1867 das Oberappellationsgericht zu Berlin gebildet. 1874 wurden die Gerichte vereinigt.

### Auflösung
Mit Einrichtung des Reichsoberhandelsgerichts in Leipzig 1869 gab das Obertribunal die Handels- und Wechselsachen an dieses ab. Das Reichsgericht in Leipzig löste 1879 das Preußische Obertribunal als letzte Instanz ab. Das Gericht wurde aufgehoben. 25 Richter aus dem Obertribunal wurden in das Reichsgericht berufen. 19 Richter gingen in Pension.

## Gliederung
1874 hatte das Obertribunal acht Senate mit einem Präsidenten an der Spitze, fünf Vizepräsidenten und 62 Obertribunalsräte. Ein Senat behandelte Personenrecht, zwei Senate kümmerten sich um das Sachenrecht, ein Senat betreute das Obligationenrecht, zwei Senate bearbeiteten Zivilrechtssachen aus dem Gebiet des rheinischen Rechts und der Gebiete, die bis 1874 das Oberappellationsgericht betreut hatte. Es gab einen Senat für Strafsachen und einen Senat für Disziplinarangelegenheiten. Streitigkeiten zwischen den Senaten wurden durch ein Plenum entschieden, das alle Senate vereinigte.

## Chef-Präsidenten bzw. (ab 1850) Erste Präsidenten
- 1784–(1802) Freiherr Eberhard von der Reck
- (1803)−1804 Johann (v.) Koenen
- 1804–1833 Heinrich Dietrich von Grolman
- 1833–1844 Wilhelm Friedrich Sack, ältester Sohn des Hofpredigers Friedrich Samuel Gottfried Sack
- 1844–1854 Heinrich Gottlob Mühler (ab 1851 von Mühler)
- 1854–1878 Alexander von Uhden

## Weitere bekannte Mitglieder
- Carl Gottlieb Svarez (1787–1798)
- Carl Friedrich Ernst Aschenborn (1816–1827)
- Johann David Naumann (1820–1824)
- Karl Friedrich Eichhorn (1834–1847)
- Georg Friedrich Puchta (1844–1846)
- Benedikt Waldeck (1844–1849 und 1849–1870)
- Karl Gustav Homeyer (1845–1867)
- August Wilhelm Heffter (1846–1868)
- Friedrich Wilhelm Ludwig Bornemann (1848–1864)
- Karl Friedrich Benjamin Löwenberg (1848–1871)
- Theodor Goltdammer (1852–1870)
- Peter Reichensperger (1858–1879)
- Otto Georg Oppenheim (1873–1879)
- Hermann von Schelling (1874–1875)
- Friedrich Ludwig Eduard Eggeling (1874–1875)